# ألان إدفال
ألان إدفال (بالسويدية: Allan Edwall)؛ (25 أغسطس 1924 – 7 فبراير 1997) هو ممثل ومخرج ومؤلف وملحن ومغني سويدي بدأ مسيرته الفنية عام 1953. ووجد أكبر جمهور له في الدول الإسكندنافية لقيامه بلعب شخصيات محبوبة في العديد من الأفلام وتعديلات التلفزيون لقصص الأطفال من قبل أستريد ليندغرين. وقد التحق بمدرسة المسرح الدرامية الملكية في ستوكهولم في الفترة 1949–1952. خلال مهنته الطويلة ظهر في أكثر من 400 عمل.

## روابط خارجية
- ألان إدفال على موقع IMDb (الإنجليزية)
- ألان إدفال على موقع ميتاكريتيك (الإنجليزية)
- ألان إدفال على موقع روتن توميتوز (الإنجليزية)
- ألان إدفال على موقع ألو سيني (الفرنسية)
- ألان إدفال على موقع ميوزك برينز (الإنجليزية)
- ألان إدفال على موقع أول موفي (الإنجليزية)
- ألان إدفال على موقع قاعدة بيانات الأفلام السويدية (السويدية)
- ألان إدفال على موقع إن إن دي بي (الإنجليزية)
- ألان إدفال على موقع أول ميوزيك (الإنجليزية)
- ألان إدفال على موقع ديسكوغز (الإنجليزية)